# University of Northern British Columbia

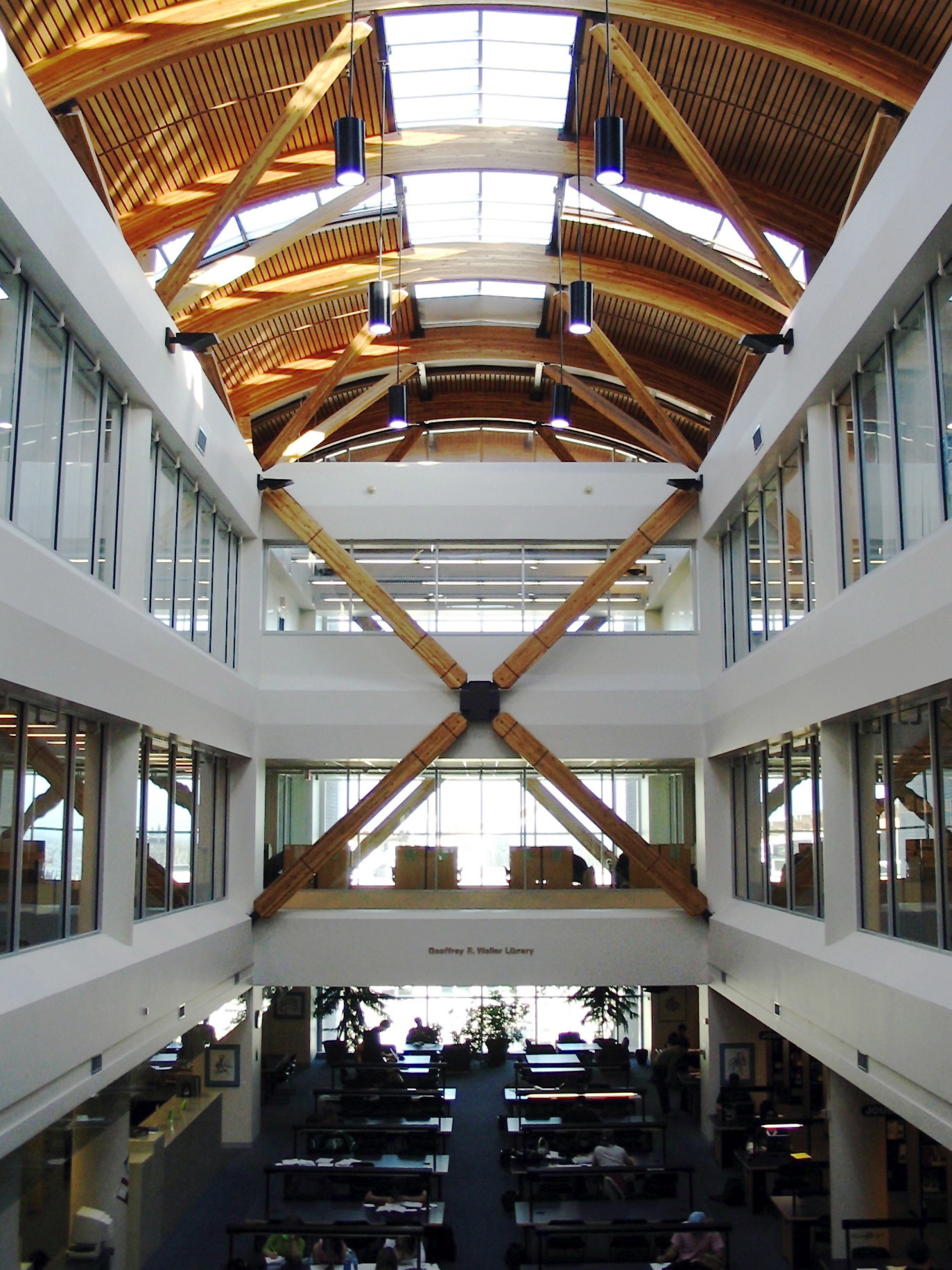
Bibliothèque

L’University of Northern British Columbia (en français, Université du nord de la Colombie-Britannique) est une université située de Prince George. Elle a aussi des campus régionaux à Prince Rupert, Terrace, Quesnel et Fort St. John.
Quelque 4 200 étudiants y étaient inscrits en 2005-2006.

## Relations internationales
L'université est membre de l’Université de l'Arctique. UArctic est un réseau international d’universités, d’instituts de recherche et d’organisations ayant pour but de promouvoir, coordonner et soutenir la recherche ainsi que l’éducation en régions arctiques.